# Der Tempel (Lovecraft)
Der Tempel (englischer Originaltitel „The Temple“) ist eine 1920 entstandene Horrorerzählung des US-amerikanischen Autors H. P. Lovecraft. Die Handlung spielt in einem deutschen U-Boot während des Ersten Weltkriegs und enthält Anspielungen auf den Atlantis-Mythos.

## Handlung
Lovecraft erzählt die Geschichte als vorgeblich in einer Flaschenpost an der Küste Yucatans gefundenen Bericht eines deutschen U-Bootkommandanten aus dem Jahr 1917. In diesem Text berichtet der Kommandant des deutschen U-Boots U29, Graf von Altberg-Ehrenstein, von den Ereignissen im Zeitraum vom 18. Juni bis zum 20. August, die schließlich zum Tod der gesamten Besatzung des Schiffs führen.
Zu Beginn versenkt das U-Boot den britischen Frachter „Victory“ und die dessen Mannschaft tragenden Rettungsboote. Beim Wiederauftauchen wird auf Deck des U-Boots die Leiche eines jungen Matrosen aufgefunden. Bei der Plünderung der Leiche wird eine einen Jünglingskopf darstellende Elfenbeinskulptur gefunden, die Leutnant Klenze, der Nächste im Rang nach von Altberg-Ehrenstein, an sich nimmt. Die Mannschaft reagiert in den Augen des Kommandanten auf die Leiche des Mannes und insbesondere auf die Skulptur mit abergläubischer Furcht. Als sich diese Situation soweit verschlimmert, dass sie die Disziplin gefährdet, geht von Altberg-Ehrenstein dazu über, Besatzungsmitglieder zu töten. 
Weitere Opfer gibt es bei der Explosion der Maschinen, die U29 manövrierunfähig zurücklässt. Nach dem Abtauchen erweist es sich zusätzlich als unmöglich, das Boot wieder an die Oberfläche zu bringen, so dass es von einer unbekannten Strömung immer tiefer und immer weiter nach Süden getrieben wird. 
Nach der Ermordung der letzten anderen Besatzungsmitglieder sind nur noch von Altberg-Ehrenstein und Klenze übrig. Auch Klenze zeigt zunehmend Zeichen geistiger Zerrüttung, ähnlich wie die der Besatzungsmitglieder vor ihm scheint diese mit der Elfenbeinskulptur im Zusammenhang zu stehen. Sein Wahnsinn gipfelt in seinem Selbstmord – mit von Altberg-Ehrensteins Zustimmung verlässt er das Boot ohne Tauchanzug durch die Druckschleuse. 
U29 landet zuletzt innerhalb einer antiken, versunkenen Stadt, die von Altberg-Ehrenstein für Atlantis hält, auf dem Meeresgrund. Er findet inmitten der Stadt einen riesigen Tempel, mit einem Gottesbildnis, das dem von Klenze mitgenommenen Elfenbeinkopf ähnelt. Der Kommandant nimmt an sich selbst zunehmenden geistigen Verfall wahr, einerseits fürchtet er den Tempel, andererseits fühlt er sich zu ihm hingezogen. Nachdem auch die Beleuchtung des U-Boots ausfällt, nimmt er aus dem Tempel sowohl Licht, rituelle Bewegungen als auch Musik wahr, tut dies jedoch zunächst als Wahnvorstellung ab. Als er erkennt, dass er dem Drang, zum Tempel zu gehen nicht widerstehen kann, trifft er entsprechende Vorkehrungen – im Gegensatz zu Klenze legt er einen Druckanzug bereit – und fertigt den Bericht an, der an dieser Stelle abbricht.

## Entstehung, Publikation und dt. Übersetzung
Die 1920 verfasste Erzählung wurde erstmals 1925 unter dem englischen Titel „The Temple“ in der Zeitschrift Weird Tales publiziert. Die deutsche Übersetzung „Der Tempel“ stammt von Charlotte Gräfin von Klinckowstroem.